# Consorzio Pisano Trasporti
CPT - Consorzio Pisano Trasporti S.c.a.r.l. era una società consortile italiana che gestiva il trasporto pubblico locale nella provincia di Pisa.
A partire dall'1 Novembre 2021 gestione del Trasporto Pubblico Locale è stata affidata ad Autolinee Toscane

## Storia
Nata come Azienda Pisana Trasporti nel 1987, diventa successivamente Consorzio Pisano Trasporti a partire dal 1996 ed infine Compagnia Pisana Trasporti nel 2000.
Dal 2012 era controllata da CTT Nord, che ne deteneva la quasi totalità delle quote, era partecipata anche da Autolinee Sequi e 3MT. Inoltre era tra i gestori del TPL toscano a prendere parte al consorzio ONE.

## Settori di attività
CPT svolge servizi collaterali rispetto al trasporto pubblico operato da CTT Nord quali la movimentazione, il ricovero e la manutenzione del parco autobus, la gestione del magazzino ricambi, nonché le relazioni con il pubblico. Attraverso la controllata Società Valdarno srl, CPT si è occupata inoltre della riconversione a servizi di alcuni edifici nell'area di Ospedaletto.

## Esercizio
L'azienda gestiva operativamente il servizio automobilistico di TPL nel bacino di Pisa in attuazione del "contratto ponte 2018-2019" stipulato con la Regione Toscana e la società One scarl di cui CPT faceva parte.
Dal 1º gennaio 2020 al 31 ottobre 2021, operava in virtù di atti d’obbligo mensili emanati dalla Regione Toscana.

## Parco aziendale
Nel 2017 il parco mezzi risulta costituito da 70 autobus urbani, 15 suburbani e 260 interurbani.

## Dati societari
I soci consortili erano:
- CTT Nord srl
- Autolinee Sequi Pier Luigi sas
- Terzo Millennium Travel SPA